# 蒂龙河畔弗雷斯诺
蒂龙河畔弗雷斯诺（西班牙語：Fresno de Río Tirón）是西班牙卡斯蒂利亚-莱昂布尔戈斯省的一个市镇。总面积10平方公里，总人口249人（2001年），人口密度25人/平方公里。